# Émile-Picard-Medaille

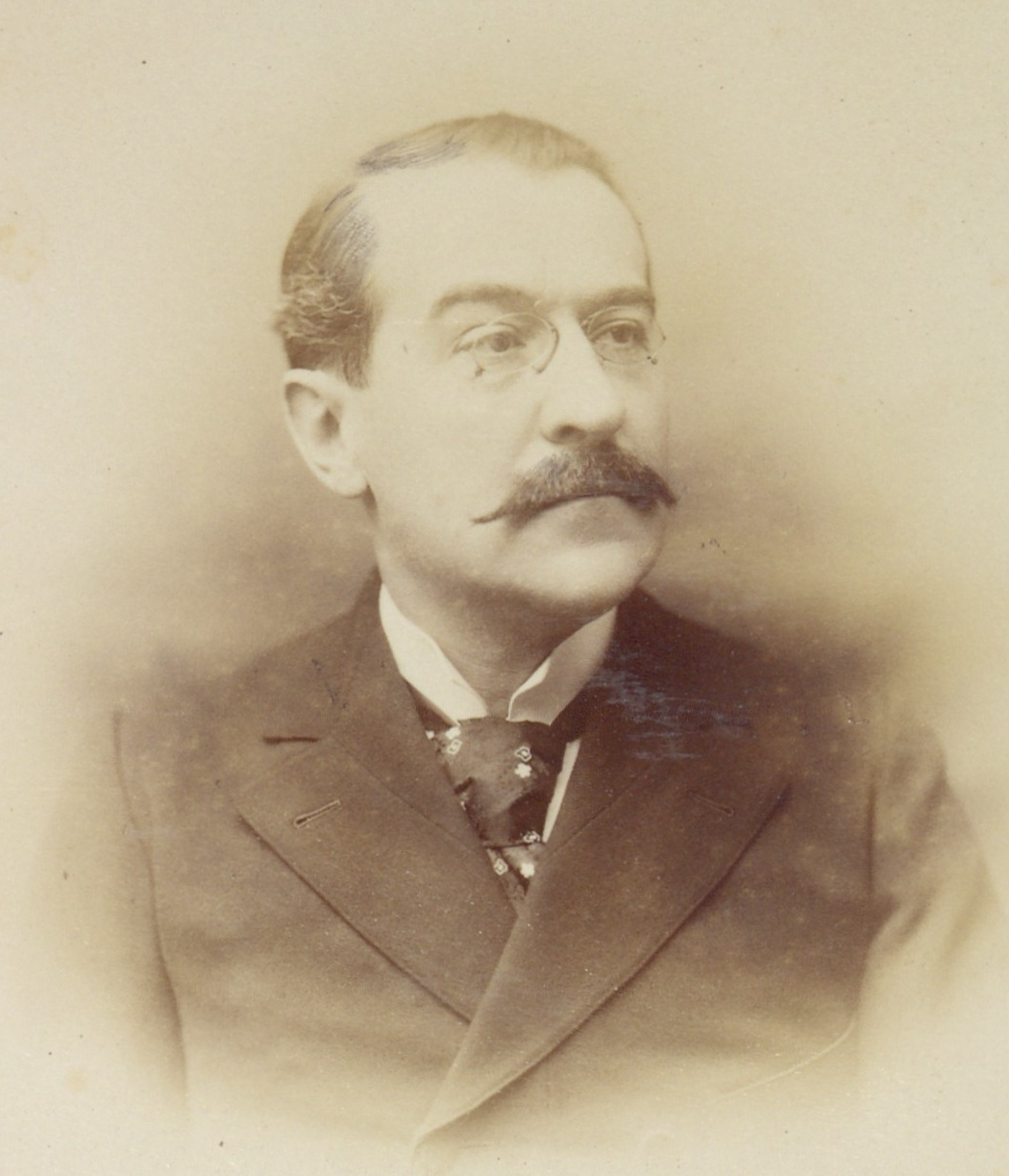
Charles Émile Picard (1856–1941) – Namensgeber der Émile-Picard-Medaille

Die Émile-Picard-Stiftung wurde 1943 von Madame Picard ins Leben gerufen und verleiht alle 6 Jahre eine Silbermedaille, die sogenannte Émile-Picard-Medaille, an einen von der Académie des sciences bestimmten Mathematiker.

## Preisträger
- 1946 Maurice Fréchet
- 1953 Paul Lévy
- 1959 Henri Cartan
- 1965 Szolem Mandelbrojt
- 1971 Jean-Pierre Serre
- 1977 Alexandre Grothendieck
- 1983 André Néron
- 1989 François Bruhat
- 1995 Jean-Pierre Kahane
- 2001 Jacques Dixmier
- 2007 Louis Boutet de Monvel
- 2012 Luc Illusie
- 2018 Yves Colin de Verdière[1]